# Wypęk
Wypęk [ˈvɨpɛŋk] (deutsch Weypoth) ist eine unbewohnte Ortsstelle in der polnischen Woiwodschaft Ermland-Masuren und liegt im Bereich der Gmina Barciany (Landgemeinde Barten) im Powiat Kętrzyński (Kreis Rastenburg).
Wypęk ist ein verlassener Weiler ohne Einwohner und ohne ein Gebäude. Die Ortsstelle liegt in der nördlichen Mitte der Woiwodschaft Ermland-Masuren, elf Kilometer nordwestlich der Kreisstadt Kętrzyn (deutsch Rastenburg).
Das nach 1871 noch Weipoth und erst nach 1912 Weypoth genannte Gut war bis 1928 in den Gutsbezirk Wehlack (polnisch Skierki) im Kreis Rastenburg eingegliedert. Am 30. September 1928 wurden der Gutsbezirk Köllmisch Plienkeim (polnisch Plinkajmy), das Vorwerk Adlig Plienkeim (Plinkajmy Małe) sowie das Gut Weypoth der Landgemeinde Taberwiese (polnisch Taborzec) im Amtsbezirk Domäne Barten zugeordnet, 1929 erfolgte die Umgliederung in den Amtsbezirk Taberwiese.
In Weypoth waren 1820 15 Einwohner, 1885 schon 105 und 1905 noch 71 Einwohner registriert.
Sei 1945 gehört der Ort zu Polen. Heute ist er unbewohnt, und auch kein Gebäude erinnert mehr an frühere Zeiten.
Bis 1945 war Weypoth in die evangelische Kirche Wenden in der Kirchenprovinz Ostpreußen der Kirche der Altpreußischen Union sowie in die katholische Pfarrkirche Rastenburg im Bistum Ermland eingepfarrt.
Heute führt nur noch ein Landweg von Taborzec zur Ortsstelle Wypęk.